# Corrado da Matelica
Corrado da Matelica (falecido em 1446) foi um prelado católico romano que serviu como bispo de Bagnoregio (1445–1446).

## Biografia
Corrado da Matelica foi nomeado sacerdote da Ordem dos Frades Menores. No dia 26 de setembro de 1445, foi nomeado pelo Papa Eugênio IV como Bispo de Bagnoregio. Lá, serviu até à sua morte em 1446.